# Korsàkov
Korsàkov (en rus: Корсаков; en Japonès: 大泊町, Ōdomari-chou / Ōtomari-chou) és una ciutat de l'óblast de Sakhalín, segons el cens del 2021 tenia 33.451 habitants.
Es troba a 42 quilòmetres al sud de Iujno-Sakhalinsk/Toyohara a la badia d'Aniva. Té una població de 33 526 habitants segons el cens de 2010. En el període d'administració japonesa la ciutat es trobava al Districte de Ōtomari la Subprefectura de Toyohara (豐原支廳), a la Prefectura de Karafuto.

## Història
Se sap poc de la història primerenca de Korsakov/Ōtomari. El lloc va albergar un llogaret pesquer ainu anomenat Kushunkotan (en fonts russes, Tamari-Aniva), freqüentada per comerciants del clan Matsumae des de 1790.
El 22 de setembre de 1853, una expedició russa dirigida per Guennadi Nevelskói es va establir al lloc i ho va cridar Fort Muraviovsky, en honor al governador general de Sibèria oriental Nikolái Muraviov-Amurski. Nevelskoy va deixar records detallats del desembarcament. Es va trobar amb una població predominantment ainu (almenys 600 persones; una altra font esmenta només 300 habitants ainu), així com amb ciutadans japonesos que, a jutjar pel relat de Nevelskoy, exercien autoritat sobre els habitants nadius. A l'arribada de Nevelskoy, el poble comptava amb diverses estructures dempeus, a les quals Nevelskoy anomena "cobertizos", i fins i tot un temple religiós japonès.
Els russos van abandonar l'assentament el 30 de maig de 1854, suposadament perquè la seva presència allí, durant la Guerra de Crimea, va despertar el temor d'un atac anglo-francès, però van tornar a l'agost de 1869. Posteriorment es va renomenar com a Fort Korsakovsky, en honor del nou governador de Sibèria Oriental.
El Fort Korsakovsky es va convertir en una part important del sistema penal rus i destí final de centenars de presoners de la Rússia europea, condemnats a treballs forçats per delictes especialment greus.

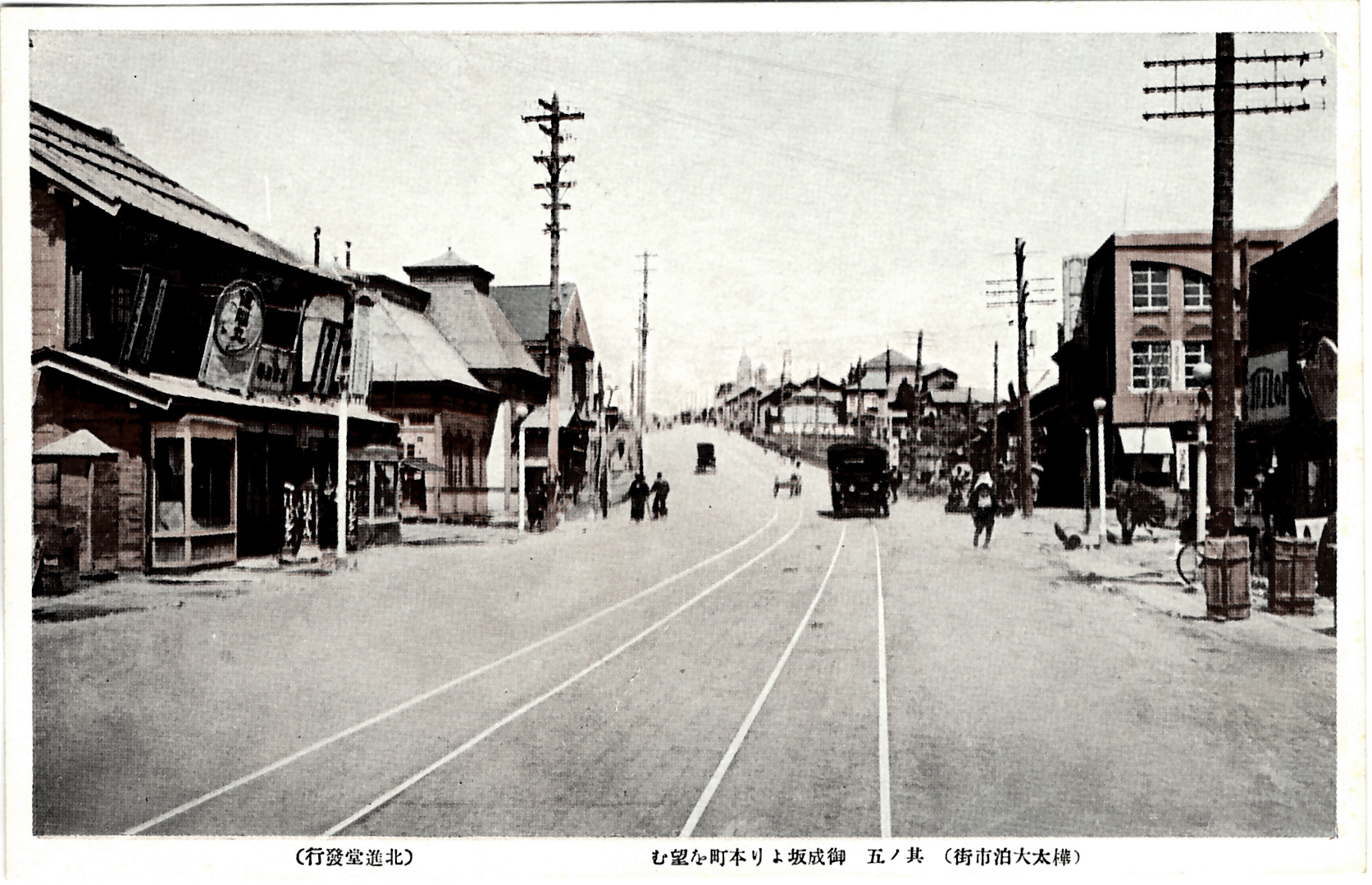
Ōtomari, Karafuto durant el període d'entreguerres

Durant la guerra rus-japonesa de 1904-1905, es va lliurar un combat naval, la batalla de Korsakov/Ōtomari, davant de la ciutat a l'agost de 1904. El 1905, Japó va conquistar l'illa en les últimes etapes de la guerra, i el sud de l'illa, incloent Korsaudski. Després del Tractat de Portsmouth i la la derrota de Rússia a la guerra. Els russos van cremar la ciutat de fusta abans del lliurament. Sobre les cendres del Fort Korsakovski, els japonesos van construir una ciutat moderna revestida de pedra amb carrers pavimentats i electricitat, rebatejada com a Ōtomari (大泊), traducció de les paraules ainu "Poro-an-tomari" (gran port). La ciutat va ser temporalment la capital de la prefectura de Karafuto entre 1905 i 1907. Mentre va estar en mans japoneses, la ciutat va créixer substancialment. Ōtomari, una colònia penal sota administració russa, va mantenir la pràctica del treball forçós: els japonesos van portar a Ōtomari milers de coreans ètnics com a treballadors. La població coreana actual baixa principalment dels reclutes.
A l'administració Japónesa la ciutat es trobava al Districte de Ōtomari la Subprefectura de Toyohara (豐原支廳), a la Prefectura de Karafuto, la prefectura japonesa més septentrional.

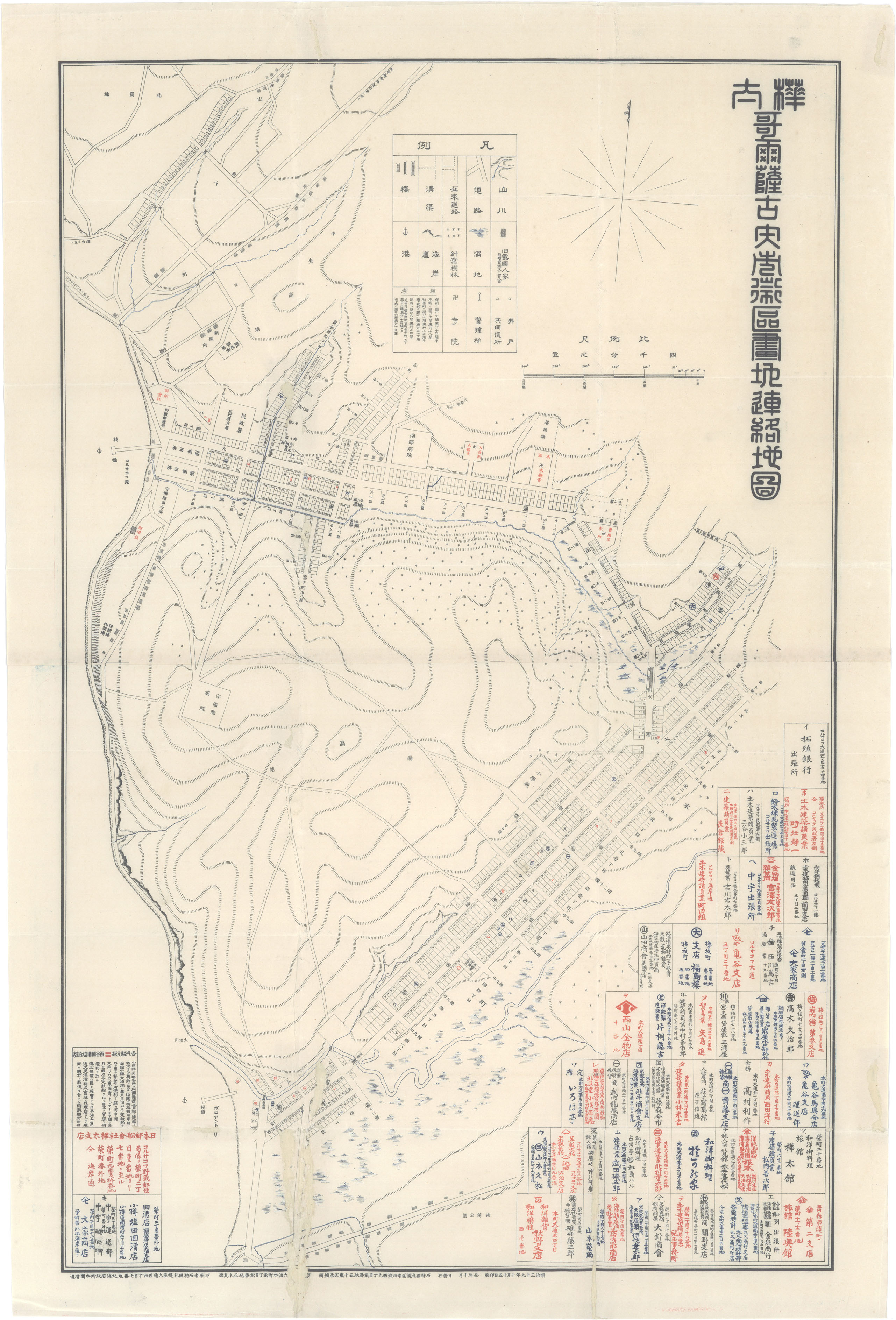
Plànols urbans de Ōtomari de 1906
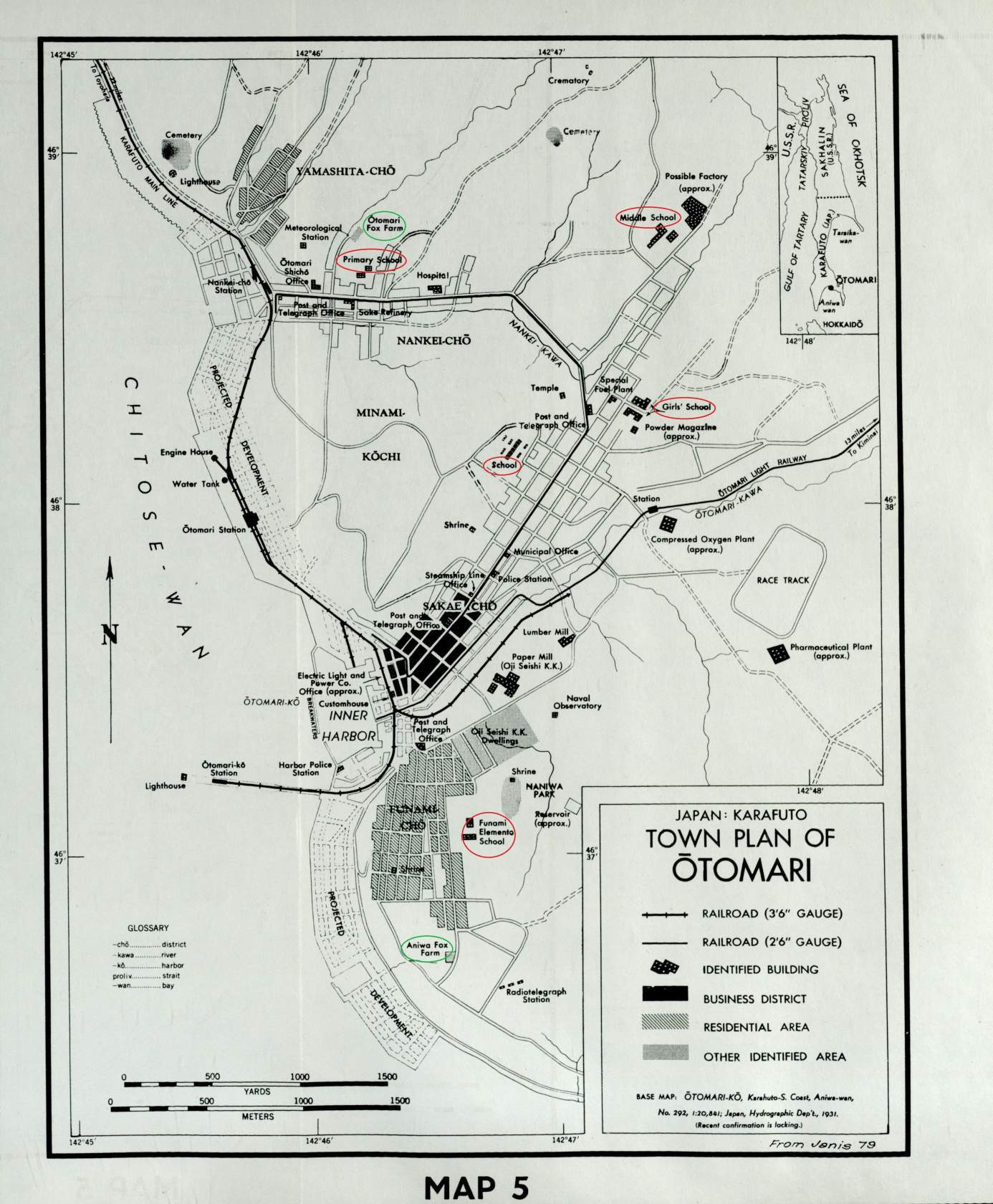
Plànols urbans de Ōtomari de 1931
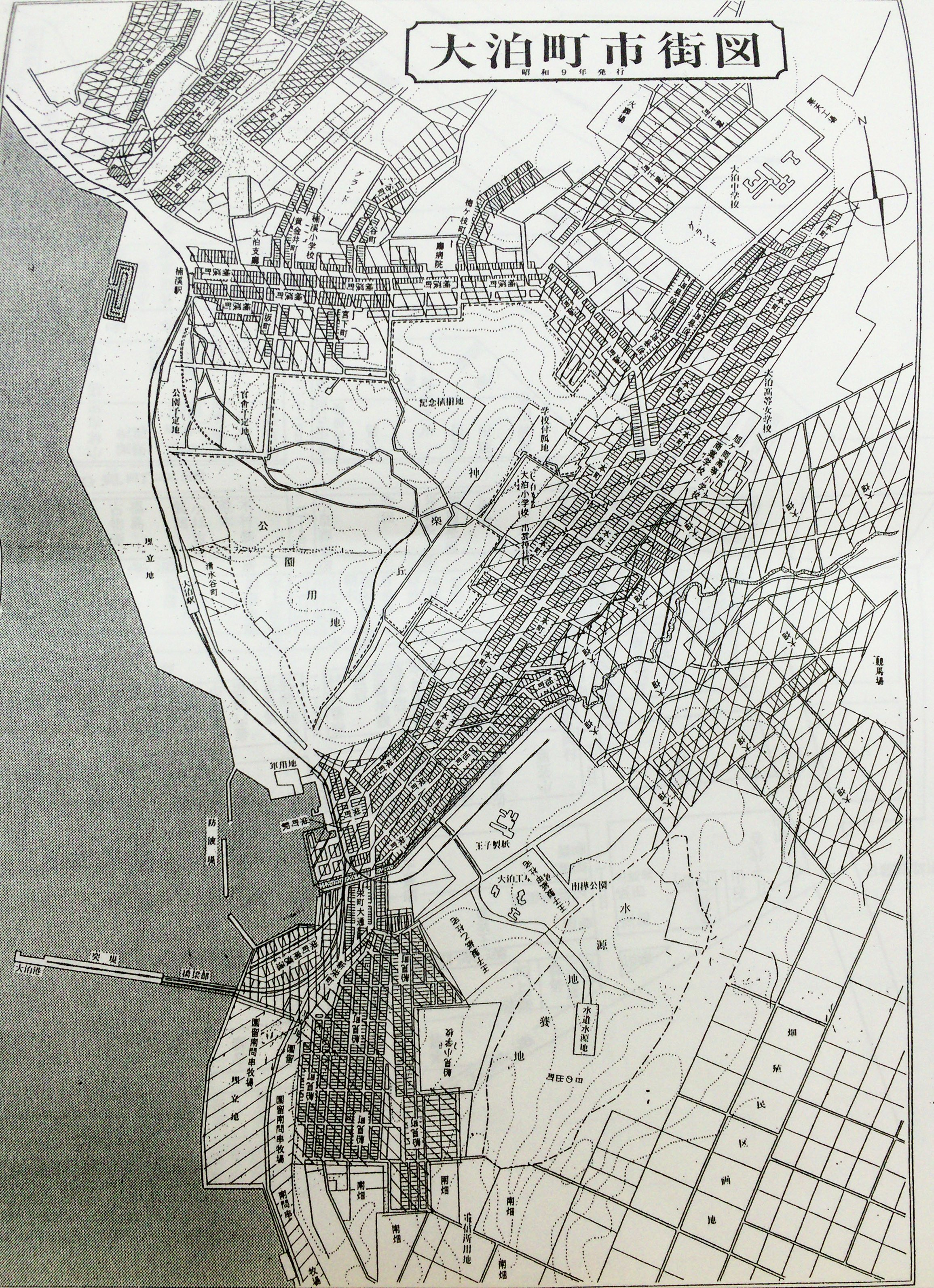
Plànols urbans de Ōtomari de 1934

El 14 de març de 1907, Ódomari es va convertir a la seu del governador, i aquell mateix any es va posar en funcionament una línia ferroviària que s'estenia fins als assentaments circumdants. A l'estiu del 1907, també va començar la construcció d'un gran moll.
La primera fàbrica de paper de Karafuto es va inaugurar a Ōtomari el 1914. Entre 1920 i 1928 es va construir al port un atracador per a vaixells amb un pont de plataforma de formigó armat de 257 m de longitud.
L'1 de maig de 1923 es va inaugurar el servei de ferri entre Ódomari i Wakkanai.
El 25 d'agost de 1945, 1600 soldats soviètics van desembarcar a Otomari i van ocupar la ciutat que des de llavors és territori rus i la van anomenar Korsakov i l'Antic Ōtomari va ser incendiat substancialment per l'entrada de les tropes soviètiques.
Els llocs i monuments japonesos van ser destruïts, incloent-hi un santuari sintoista i un monument al príncep Hirohito, que havia visitat Ōtomari en un viatge d'inspecció.

## Galeria

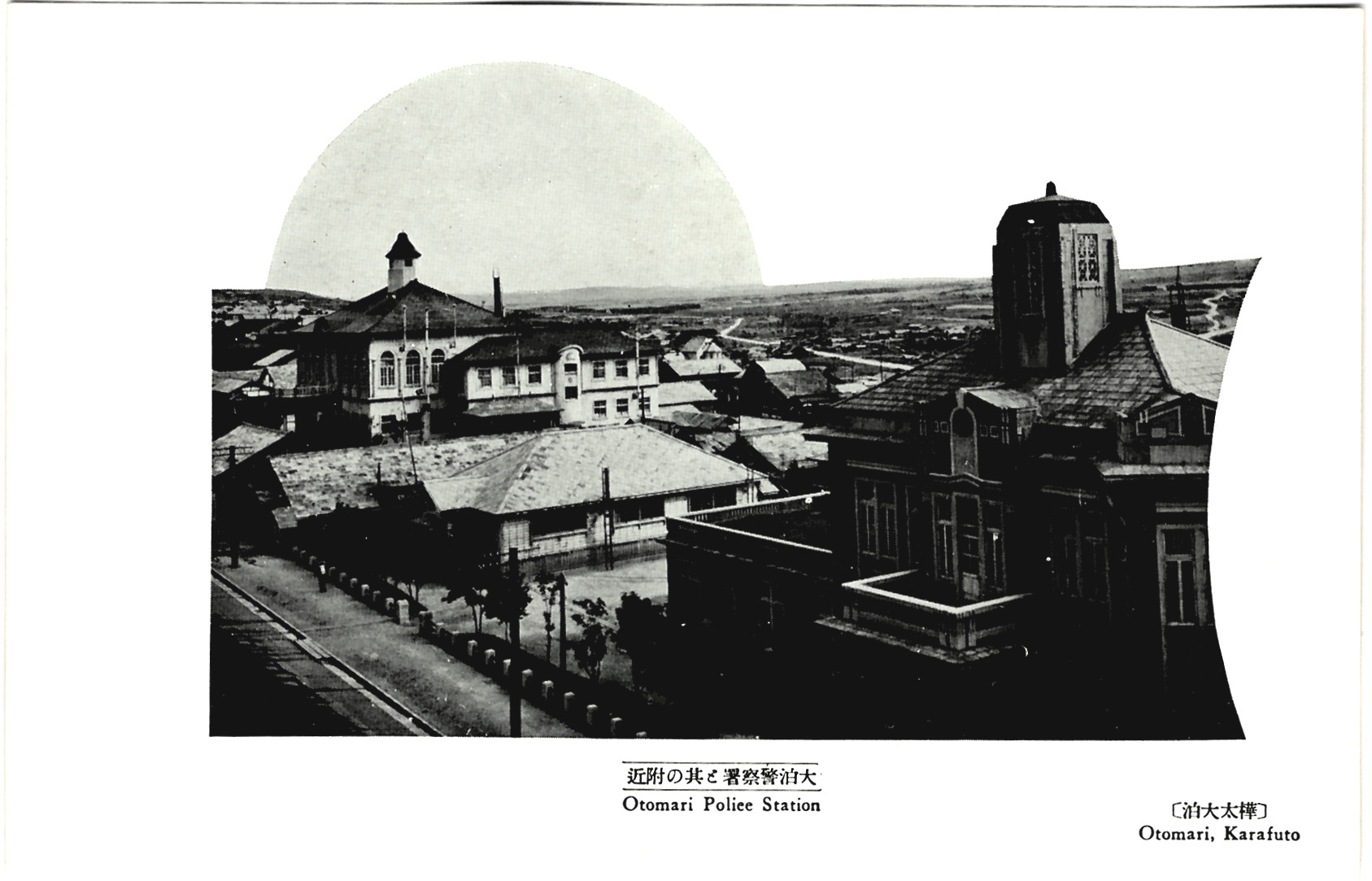
Ajuntament i Gendarmeria en Ōtomari, Karafuto durant el període d'entreguerres
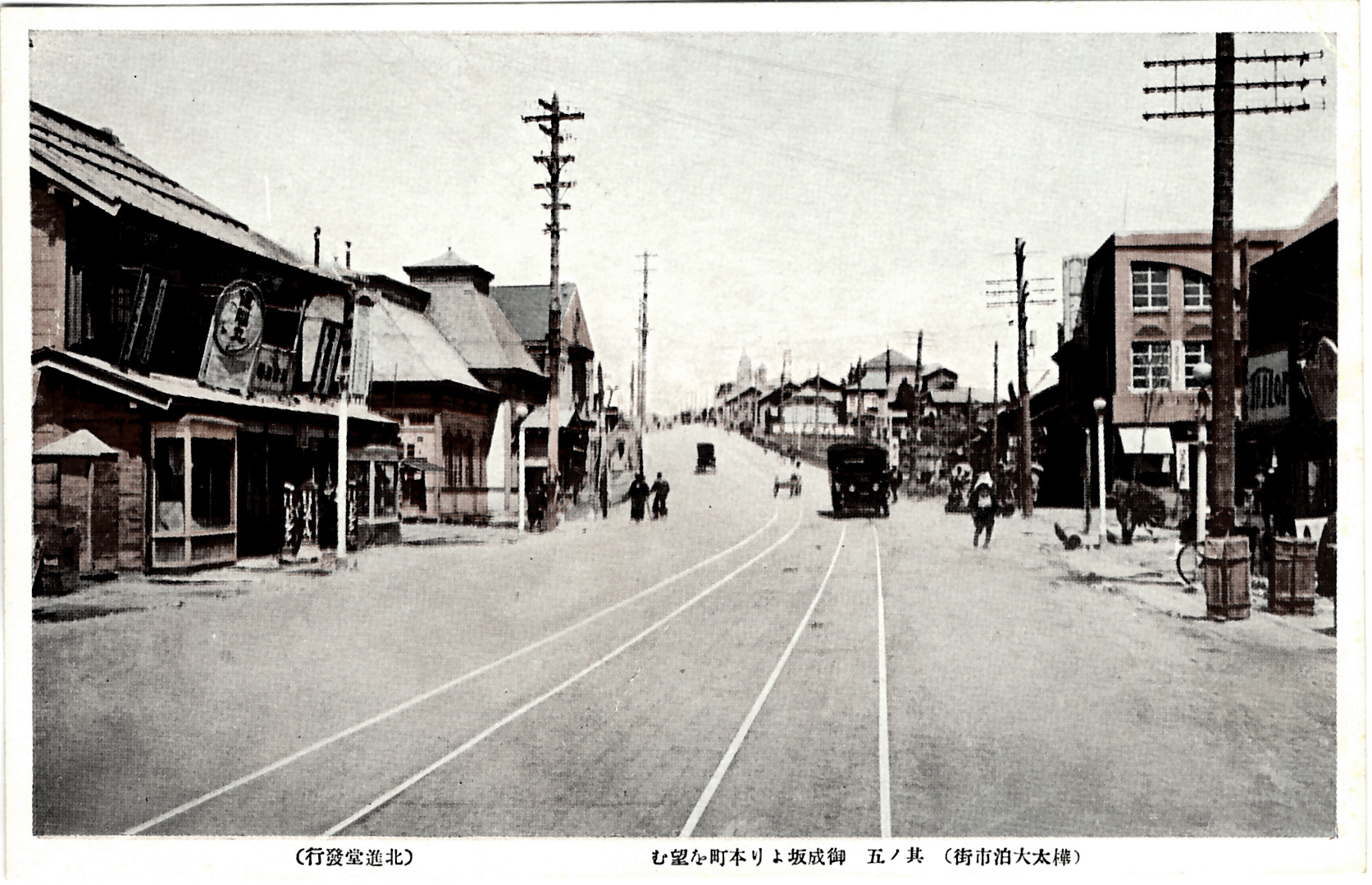
Oficina de Correus en Ōtomari, Karafuto durant el període d'entreguerres
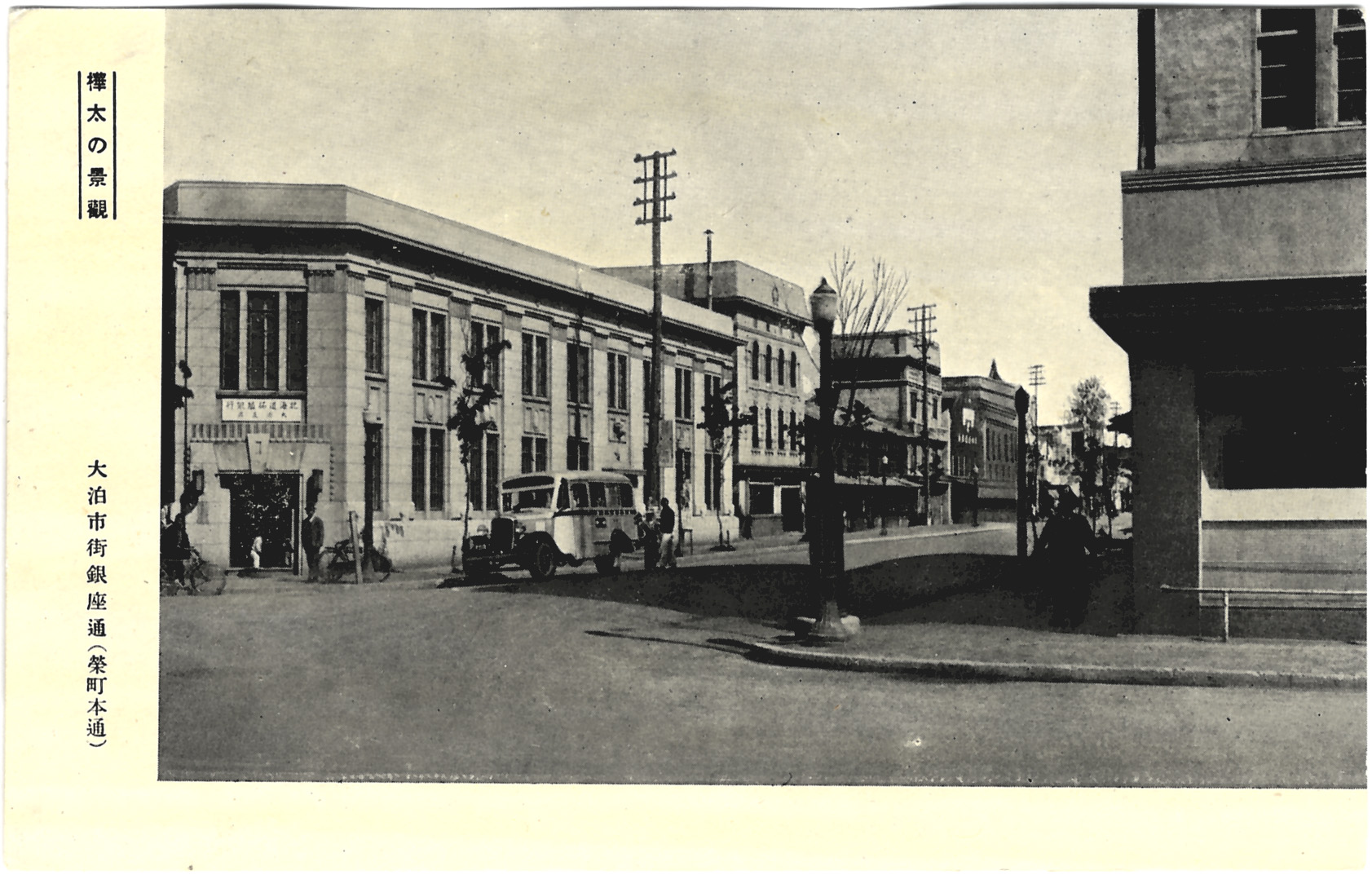
Zona comercial Sakae-machi en Ōtomari, Karafuto durant el període d'entreguerres
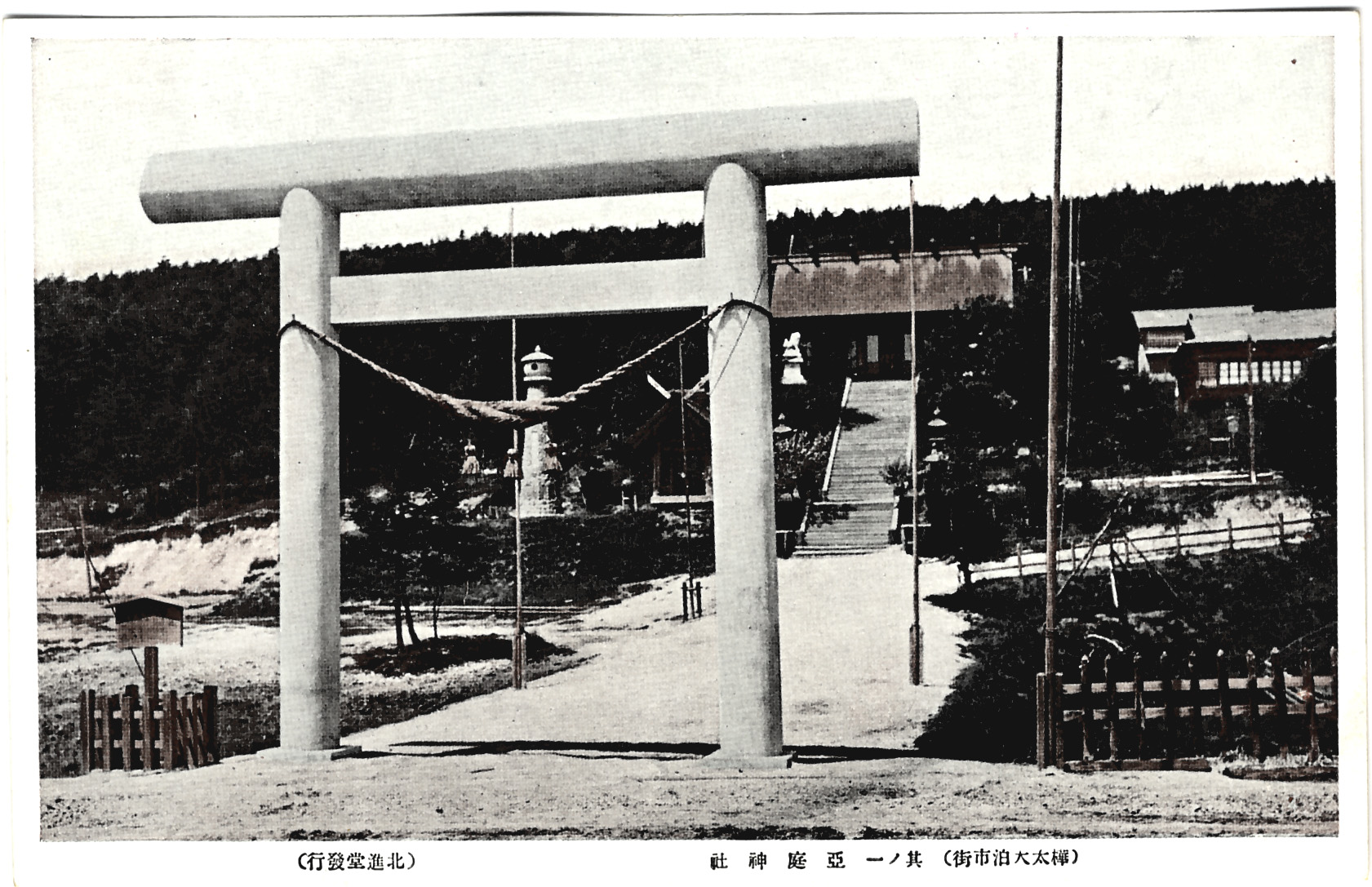
Santuari sintoista Aniva-jinja en Ōtomari, Karafuto durant el període d'entreguerres
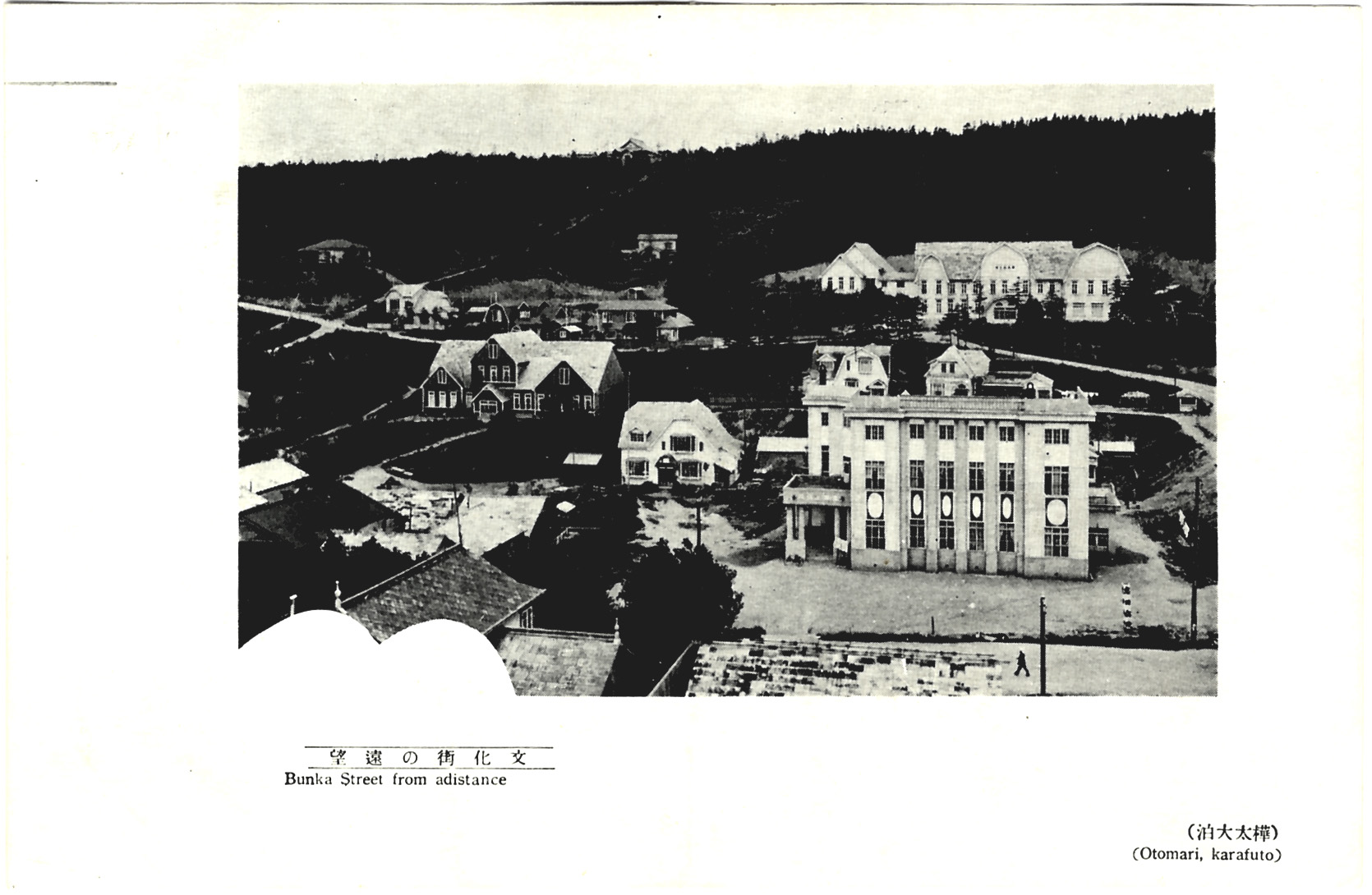
Vista del carrer Bunka en Ōtomari, Karafuto durant el període d'entreguerres